# Operation Flashpoint: Dragon Rising
Operation Flashpoint: Dragon Rising ist ein Taktik-Shooter für Microsoft Windows, PlayStation 3 und Xbox 360, der von Codemasters entwickelt und am 8. Oktober 2009 in Europa veröffentlicht wurde. Es ist ein eigenständiger Nachfolger zu Operation Flashpoint: Cold War Crisis.

## Entwicklung
Während der Vorgänger sehr simulationslastig war, wurde bei der Entwicklung von Dragon Rising der Action-Anteil erhöht. Man wollte sich so auch von der Militärsimulation Arma: Armed Assault abgrenzen. Zudem waren wirtschaftliche Überlegungen wie die gewünschte Veröffentlichung auf Konsolen ausschlaggebend. Soldaten, die aus dem Irakkrieg und Afghanistan-Krieg zurückkehrten wurden befragt, um dennoch ein authentisches Schlachtfeld zu simulieren. Um für mehr Immersion zu sorgen, wurde das amBX-Lichtsystem unterstützt.

## Handlung
Ausgetragen wird ein fiktiver Konflikt auf der fiktiven Insel Skira nachdem dort Ölreserven gefunden wurden. Die chinesische Volksbefreiungsarmee beginnt mit der Eroberung der Insel, die zur Russischen Föderation gehört. Aufgrund von Verträgen, die nach dem Ende des Kalten Krieges geschlossen wurden, kommt es zum Bündnisfall und die Vereinigten Staaten werden gebeten, Skira zurückzuerobern. Der Spieler übernimmt die Rolle eines US-Soldaten, der als Teil von alliierten Kräften gegen zahlenmäßig überlegene chinesische Kräfte kämpft.

## Rezeption
Im Verlauf der kurzen aber anspruchsvollen Einzelspielerkampagne käme stellenweise Frust auf, wobei das Finale enttäusche. Die Kulisse sei abwechslungsarm. Aussetzer der KI seien teils haarsträubend. Die Steuerung auf den Konsolen sei zu unpräzise. Komplexität und Anspruch liege unterhalb von ArmA. Der Ablauf der Einsätze sei variantenreich und das großzügige Terrain erlaube taktisch zu experimentieren. Der Ausgang von Schlachten sei jedoch auch durch Zufälle geprägt. Es sei wenig zugänglich für Einsteiger. Es sei aber wiederum auch keine harte Kost für Fans des Simulationsgenres. Die Physik-Engine verhalte sich unrealistisch. Auf den Konsolen fehlen grafische Details, die Texturen seien gröber und Objekte tauchen abrupt auf. Die Missionen seien die Missionen nicht in die Rahmenhandlung eingebettet. Auf dem PC sei das kooperative Spielen und der Missionseditor positiv hervorzuheben. Statt die Zielgruppe zu verbreitern habe Codemasters niemanden glücklich gemacht.